# Número de Lundquist
En la física del plasma, el número de Lundquist, indicado por {\displaystyle S}, es una relación adimensional que compara la escala de tiempo de un cruce de onda de Alfvén con la escala de tiempo de difusión resistiva. Es un caso especial de número de Reynolds magnético cuando la velocidad de Alfvén es la escala de velocidad típica del sistema, y está dada por
- :{\displaystyle S={\frac {Lv_{A}}{\eta }},}

donde 
- {\displaystyle L} es la escala de longitud típica del sistema,
- {\displaystyle \eta } es la difusividad magnética y
- {\displaystyle v_{A}} es la velocidad de Alfvén del plasma.

Los números altos de Lundquist indican plasmas altamente conductores, mientras que los números bajos de Lundquist indican plasmas más resistentes. Los experimentos de laboratorio en plasma típicamente tienen números de Lundquist entre {\displaystyle 10^{2}-10^{8}}, mientras que en situaciones astrofísicas el número de Lundquist puede ser mayor que {\displaystyle 10^{20}}. Las consideraciones sobre el número de Lundquist son especialmente importantes en la reconexión magnética.